# Fazit
Ein Fazit (['faːtsɪt], von lateinisch facit ‚es macht, es ergibt‘; Mehrzahl: Fazite oder Fazits) oder Resümee bzw. in der Schweiz Résumé (vom französischen résumé ‚das wieder Vorgenommene‘) ist eine Textsorte bzw. ein Bestandteil eines Textes, der im Regelfall am Ende eines Fachartikels, sonstigen Schriftsatzes oder einer Rede steht. Es handelt sich um eine Zusammenfassung, in der meistens ein Ergebnis präsentiert wird und daraus Schlussfolgerungen gezogen und Bewertungen abgeleitet werden.
Mit dem Fazit wird im Text ein Wechsel von der Thema-Ebene zur Meta-Ebene vollzogen. Man verlässt die inhaltliche Arbeit am Thema, um über dieses zu sprechen. Das Fazit enthält dann auch eine Einordnung und Bewertung des vorhergehenden Inhalts etwa im folgenden Sinn:
- Kurze und präzise Zusammenfassung der zentralen Aussagen und der wichtigsten Ergebnisse der Arbeit.
- Inwieweit hat der Autor durch sein Vorgehen sein Ziel erreicht?
- Welche Schlussfolgerungen lässt die Untersuchung zu?
- Welche Ausblicke für die Zukunft eröffnen sich?
- Wo/inwieweit muss die künftige Arbeitsweise abgeändert werden?
- Auch eventuelle Appelle oder eine Schlussfrage sind möglich.
- Möglich ist es auch, auf Fragen oder Bereiche des Themas hinzuweisen, die absichtlich außer Acht gelassen wurden bzw. die noch offen sind oder nicht abschließend geklärt werden konnten.
- Auch eine eigene (persönliche) Wertung kann in das Fazit eingebaut werden.
- In einer wissenschaftlichen Arbeit enthält das Fazit i. d. R. auch die Beantwortung der Hypothese oder Forschungsfrage.